# Hoşyar Kadın
Haciye Hoşyar Kadın ( en turco otomano: ہوشیار قادین‎ ; " amante agradable "; murió c. 1859), conocida también como Huşyar Kadın, fue la segunda consorte del sultán Mahmud II del Imperio Otomano .

## Primeros años de vida
Se desconoce el origen exacto y la fecha de nacimiento de Hoşyar. Necdet Saqaoglu escribe que según el historiador A. K. Meram, ella era hija de un árabe y fue secuestrada en Túnez. Sin embargo, Sakaoglu también escribe que en los documentos de la madraza y la mezquita construidas por Hoşyar en memoria de su hija Mihrimah, se la llama “Venerable Huşyar Kadın, hija de Abdullah, hijo de Abdurrahman”, lo que puede indicar que no era de origen islámico. Hoşyar Kadın fue educada en la casa de Beyhan Sultan, hija del sultán Mustafa III, y prima del sultán Mahmud y fue llamada su "hija espiritual". Era alta y rubia, de piel pálida.

## Casamiento
La historia de la amistad de Hoshyar y el sultán Mahmud II y los primeros días de la estadía de la niña en el harén del sultán se registran a partir de las palabras de la propia Hoşyar, según Melek Hanim (esposa de Kybrysly Mehmed Emin Pasha). Hoşyar que sabía que el sultán no se quedaba con ninguna esposa durante mucho tiempo, y que prefería ser la esposa de un bajá en lugar de una “dama en una jaula de oro”, trató de no llamar la atención de Mahmud durante sus raras visitas. a su hermana sin embargo, el sultán se enteró de la alumna de Beyhan y deseaba conocerla. 
En 1811, Beyhan Sultan ofreció un gran banquete a Mahmud. Pero encerró a la joven dama en sus aposentos y colocó guardias en las puertas para su protección, pero a  pesar de las protestas de Beyhan y de todas las precauciones que tomó, el sultán se reunió con Hoşyar y exigió que la enviaran al harén del sultán como una de sus consortes. Beyhan se rindió y accedió, pero puso una condición: amo a Hoşyar como a su propia hija y, por lo tanto, le dará una gran dote y la enviará al harén del sultán como una niña noble ''. Según Hoşyar, durante diez días después de su llegada al palacio, el sultán no la dejó, pero luego no se volvieron a ver. Sin embargo, fue suficiente para que Hoşyar quedara embarazada.
Se le dio el título de Cuarta Consorte. Después de nueve meses, el 29 de junio de 1812, dio a luz a su primera hija, Mihrimah Sultan. Tres años después, le siguió otra hija, Zeynep Sultan, nacida el 18 de abril de 1815, que murió a la edad de diez meses en febrero de 1816. Hoşyar fue elevada primero a Tercera Consorte y luego a Segunda Consorte.
La vida de Hoşyar cuando era la esposa del sultán también se describe en las memorias de Melek Hanim: durante la visita, la segunda esposa de Mahmud II recibió a Melek en las cámaras, ricamente decoradas con cortinas de cachemira, y ella misma se sentó en el semejanza de un trono tapizado en terciopelo rojo y bordado con cuentas ''. Melek Hanim señala que Hoşyar le parecía una mujer muy educada y muy espiritual, lo que, según Melek, era raro en las mujeres turcas. Melek describió a la consorte como alta, de cabello largo y rubio y de piel muy clara, enfatizando la frescura de su tez pálida.
Cuando llegó el momento de conseguirle un marido a Mihrimah Sultan, Hoşyar decidió que debía hacer su elección. Le mostró los retratos de varios jóvenes, cada uno digno de su mano. Mihrimah eligió a Said Pasha,y los dos se casaron en 1835.
Poco después de casarse con su hija, Said Pasha incurrió en el disgusto de Mahmud y fue exiliado a las provincias, para angustia de su esposa y suegra. En ese momento, Hoşyar estaba lo suficientemente segura de su influencia para solicitar directamente a Mahmud y así lo hizo en una carta. Siguió esto con dos cartas de agradecimiento, una cuando Mahmud accedió a su pedido y ordenó que trajeran a Said Pasha de regreso a Estambul, la otra cuando llegó.
Mihrimah murió en 1838 al dar a luz, y con ella desapareció el último consuelo de Hoşyar. Con la muerte de Mahmud en 1839, perdió su influencia en la corte.

## Viudez
En 1840, tras la muerte de su marido, Hoşyar se dedicó a obras de caridad: por ejemplo, restauró la fuente en ruinas de la mezquita de Hadji Ahmed Pasha en la zona de Kasimpasa; esto se hizo con el permiso y la asistencia del sultán Abdülmecit I como lo demuestra la huella de la Tughra del sultán en la fuente. En 1844, Hoşyar construyó una madraza en memoria de su hija Mihrimah y su madre adoptiva Beyhan. Según Uluchay, Hoşyar estaba en buenos términos con el sultán Abdülmecit I, quien la llamó su “Segunda Madre”.
En años posteriores se instaló en su palacio, situado en Tarlabaşı, frente al Palacio de Dolmabahçe. Conoció a Melek Hanim, esposa del gran visir Kıbrıslı Mehmed Emin Pasha .Melek también enfatizó que Hoşyar estaba dotada de un espíritu vivo y una inteligencia rara, pero que, sin embargo, estaba aburrida por la monotonía de su vida. Sabiendo que Melek había estado en Europa, Hoşyar la interrogó sobre los usos y costumbres de los cristianos, la forma en que se construían las ciudades, los bailes, los teatros, los sistemas de iluminación a gas, la arquitectura de los palacios y mil cosas más.
Bezmiâlem Sultan, la madre del Sultán Abdulmejid I siempre la miró con ojos celosos. Apenas le permitía recibir, una vez al mes, la visita de Said Pasha cuando estaba en Estambul. Además, nunca se le permitió oír hablar de su hija.
En 1840, encargó una fuente en Elhac, Kasımpaşa. En 1844, encargó una escuela en Burgaz. También encargó una mezquita.

## Muerte
En 1859, Hoşyar realizó una peregrinación (Hajj)a La Meca, donde se ganó el nombre de "Haciye" y donde murió ese mismo año, aunque algunos dicen que ella regreso de su peregrinación y murió al regresar. Fue enterrada allí.

## Descendencia
Junto con Mahmud, Hoşyar tuvo dos hijas:
- Mihrimah Sultan (Palacio de Topkapı, 10 de junio de 1812 - Estambul, Turquía, 3 de julio de 1838, enterrado en el mausoleo de Nakşidil Sultan). Se casó una vez y tuvo un hijo.[14]
- Zeynep Sultan (18 de abril de 1815 - febrero de 1816). Enterrado en la mezquita Nurosmaniye.[15]

## En la cultura popular
- En la serie de televisión de ficción histórica turca de 2018 Kalbimin Sultanı, Hoşyar es interpretado por la actriz turca Beste Kökdemir .